# Зубицький Данило Никифорович
Зуби́цький Дани́ло Ники́форович (29 лютого 1924, с. Покотилове, нині Новоархангельський район, Кіровоградська область — 3 грудня 2003, Київ) — фітотерапевт, представник нетрадиційної медицини, засновник серії аптек «Народна медицина Данила Зубицького» та першої в Європі Фітоклініки «Во Здравіє, во Спасіння», академік Академії проблем людини, академік Академії екологічних наук, лауреат премії імені В. І. Вернадського.

## Біографія
Народився 29 лютого 1924 року в селі Покотилове, що на Кіровоградщині..

Могила Данила Зубицького

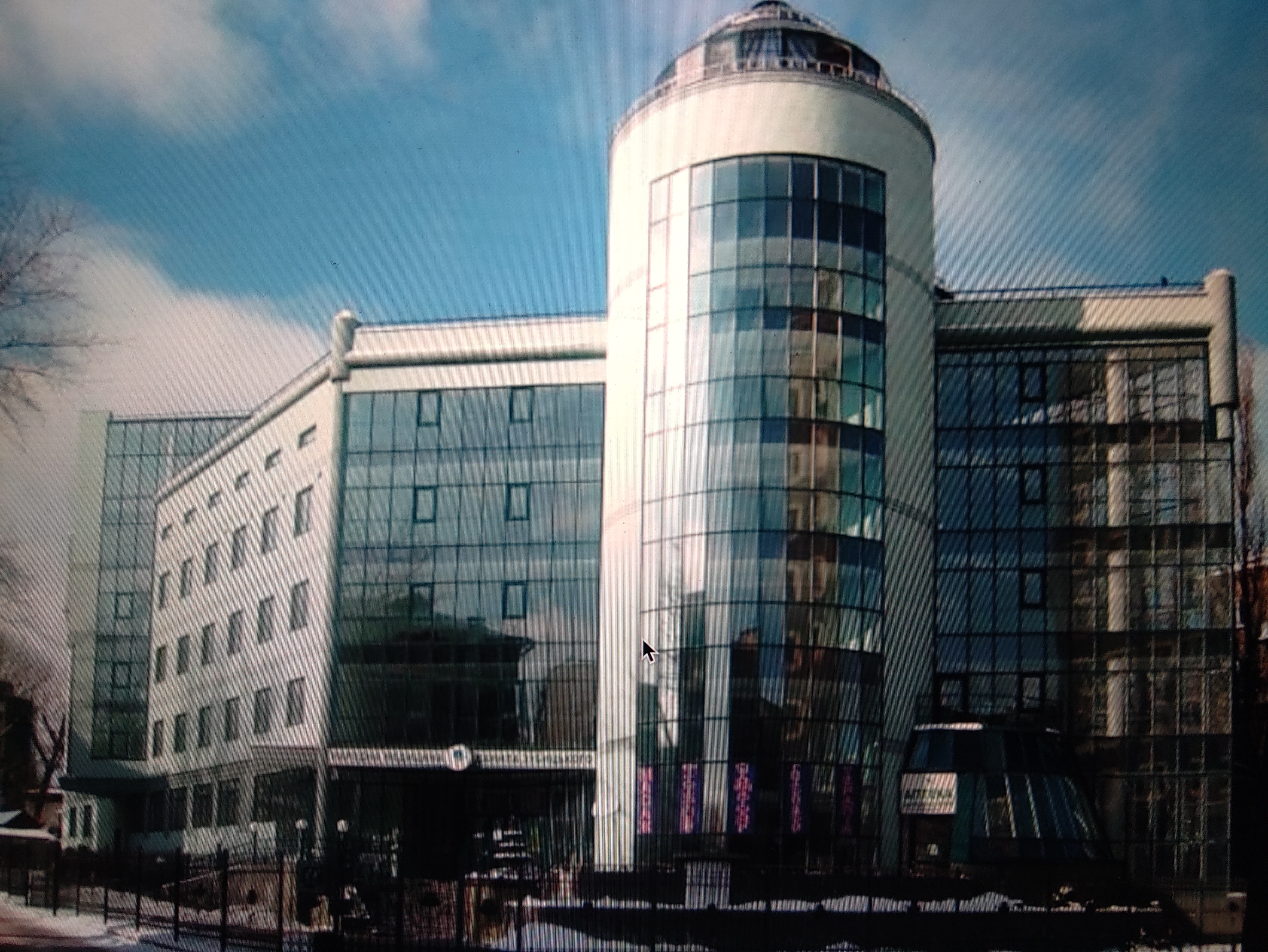
Перша в Європі Фітоклініка «Во здравіє, во спасіння»

Основи його методики зі створення лікарських препаратів походять від віковічних традицій народної медицини. Технологія виготовлення ліків за прописами Данила Зубицького заснована на використанні «живих» рослин, коли переробка сировини проводиться в день збирання. При цьому готові ліки зберігаються від одного до п'яти років без охолодження та захисту від світла. Заснована ним серія аптек «Народна медицина Данила Зубицького» стала результатом праці, яка тривала понад півстоліття.
Мешкав у Києві. Помер 3 грудня 2003 року. Похований на міському кладовищі «Берківці».

## Родина
Виховав трьох синів, старший з яких — Олександр, продовжує справу батька. Він є лікарем-гастроентерологом вищої категорії, лікар з народної і нетрадиційної медицини, головний лікар ТОВ «Фіто-Данімир», Президент Благодійного фонду Данила Зубицького. Невістка Наталія — генеральний директор ТОВ «Фіто-Данімир». Дочка Олександра та Наталії, Вікторія Зубицька — лікар терапевт, лікар УЗД, генеральний директор ТОВ «Фітотерапія Зубицьких».

## Доробок
1999 року Данило Зубицький видав книгу «Аптека народних ліків». Учений створив Братство народного лікування, відкрив більше, ніж 100 аптек на теренах України, де реалізують близько 250 найменувань лікарських препаратів. Створиши на прикінці 80-х років приватне підприємство «Народна медицина Данили Зубицького», Данило Никифорович збудував дві унікальні фітолабораторії. Мрією всього життя Данила Никифоровича було збудувати першу в світі/Європі Фітоклініку, лікування в якій відбувалося б виключно методами народної медицини. На початку 2000 відомий народний лікар збудував 6 поверхову будівлю клініки за адресою Київ, вул. Шпака 3.В основу створення Фітоклініки були закладені ідеї духовного збагачення: був встановлений колокол, у лекційному амфітеатрі планувалися виступи на духовні теми та концерти духовної музики, у зимовому саду — лікування через спілкування з природою. На жаль, передчасна смерть Данила Никифоровича завадила цій мрії реалізуватися повністю.